# Josip Zovko
Josip Zovko, hrvaški filmski, televizijski in gledališki igralec in režiser, * 4. junij 1970, Split,  Hrvaška, † 3. april 2019, Grudski Vril, Bosna in Hercegovina.
Izvorno je iz Berinovca, občine Lokvičići v Imotski krajini. 
V Hrvaškem narodnem gledališču v Splitu je igral številne vloge.
Umrl je v prometni nesreči v Grudskem Vrilu v Bosni in Hercegovini.

## Filmografija

### Televizijske vloge
- "Bitange i princeze" kot Peraica (2008)
- "Naši i vaši" kot Jozo (2001-2002)

### Filmske vloge
- "Bella Biondina" kot partizan (2011)
- "Vjerujem u anđele" kot Roko (2009)
- "Najveća pogreška Alberta Einsteina" kot neznanac (2006)
- "Trešeta" kot Prekrasni Um (2006)
- "Oprosti za kung fu" kot Ćaćo (2004)
- "Posljednja volja" kot konobar na brodu (2001)
- "Holding" kot Tein brat (2001)
- "Ante se vraća kući" kot Kole (2001)
- "Da mi je biti morski pas" kot Mate (1999)
- "Mali libar Marka Uvodića Splićanina" (1997)

### Musikvideo
- "Tamo gdje je dom" sa Miroslavom Škorom (2003)

### Uloge u HNK Split
- Eugène Ionesco Nosorog kot Drugi građanin, Vatrogasac, Prvi čovjek, zbor), 2017.
- William Shakespeare Mletački trgovac kot Tubal, 2016.
- Ante Tomić Čudo u poskokovoj dragi kot Don Stipe, 2014.
- Jean – Baptiste Poquelin Molière Učene žene kot Bilježnik, 2014.
- Bertolt Brecht Majka courage i njezina djeca kot Vrbovnik, drugi narednik, 2013.
- William Shakespeare Timon Atenjanin kot Slikar, 2013.
- Dino Pešut Pritisci moje generacije kot Muškarac, 2013.
- Milan Begović Amerikanska jahta u splitkskoj luci kot Lee Prentice, 2013.
- William Shakespeare Romeo i Julija kot Escalo, 2012.
- Ivo Brešan Svečana večera u pogrebnom poduzeću Grobar Fiki, kot Bosanac, 2011.
- Euripid Hekuba kot Taltibije, Glasnik helenski, 2011.
- Arthur Miller Smrt trgovačkog putnika kot Howard Wagner, 2011.
- Sanja Ivić Tartuffeerie kot Inspicijent, 2011.
- Simon Bent Elling kot Frank Ashley), 2010.
- Lada Kaštelan Prije sna kot Mate 2009.
- Marin Držić Skup kot Drijemalo, 2008.
- Eduardo De Filippo Velika magija kot Policijski brigadir, Gregorio, Calogerov brat, 2008.
- Nina Mitrović Kad se mi mrtvi pokoljemo kot Fazo, Izbjeglica, Musliman, 2007.
- Tom Stoppard Rosenkranz i Guildstern su mrtvi kot Hamlet, 2006.
- Renato Baretić Osmi povjernik kot Bart Kvasinožić, Muonin muž, Anthonyijev otac), 2005.
- Tennessee Williams Noć iguane kot Hank, 2005
- Lada Martinac Kralj, prema Ranku Marinkoviću Otok svetog ciprijana kot Mićel,2004.
- Arijana Čulina Jo ča je život lip Čep, 2004.
- Tonči Petrasov Marović Antigona, kraljica u tebi kot Drugi stražar, 2004.
- Ferenc Molnár Liliom kot Drugi policajac, ujedno i Drugi nebeski policajac, 2004.
- Jean-Baptiste Poquelin Molière Don Juan kot Gusman, Elvirin konjušar), 2003.
- Sergi Belbel Poslije kiše kot Informatički programer, 2003.
- Bernard-Marie Koltès Roberto Zucco kot Drugi čuvar, inspektor, drugi policajac, 2002.
- Vlaho Stulli Kate Kapuralica kot Manoval, Vlaj, 2002.
- Tennessee Williams Tetovirana ruža / Serafin Splićanka kot Doktor, 2001.
- Edmond Rostand Cyrano de Bergerac kot Christian de Neuvillette, 2000.
- Sofoklo Antigona kot Hemon, 2000.
- Luigi Pirandello Šest lica traži Autora kot Sin, 2000.
- Ivan Leo Lemo – Ana Tonković Dolenčić Plinska boca kot Svećenik, 2000.
- Arsen Dedić Kuća pored Mora, balet kot interpretator, 2000.
- Mate Matišić Svećenikova djeca kot Don Šimun, 1999.
- William Shakespeare Na tri kralja kot Antonio, pomorski kapetan, 1999.
- Anton Pavlovič Čehov Galeb kot Ilja Afanasjevič Šamrajev, Upravnik kod Sorina), 1998.
- Fjodor Mihajlovič Dostojevski Braća Karamazovi kot Rakitin, 1998.
- Dubravko Mihanović Bijelo kot Mali, 1998.
- Antun Šoljan Tarampesta / Mototor kot Marino), 1997.
- Ray Cooney Pokvarenjak kot Ronnie, 1997.
- William Shakespeare Kralj Lear kot Francuski kralj, 1997.
- Jean-Baptiste Poquelin Molière Tartuffe kot Valere, 1996.
- Ivan Antun Nenadić Kako je izdan Isus kot Apostol Ivan, 1996.
- Carlo Goldoni Posljednja noć karnevala kot Redatelj, 1996.
- Ivo Brešan Julije Cezar kot Tinko Metikoš, 1995.
- John Webster Vojvotkinja Malfeška kot Grisolan, dvorjanin, sluga, ubojica, 1995.
- Sofoklo Edip kot Mladić, 1994.
- Hugo von Hofmannsthal Svatković kot Susjed siromah, 1994.
- Joseph Kesselring Arsen i stara Čipka kot Klein, policajac, 1994.
- William Shakespeare Hamlet kot Drugi glumac, 1994.
- Miroslav Krleža Saloma kaoAđutant, Pjesnik, Kuhar, 1993.
- Lada Martinac - Snježana Sinovčić Živim kot Grof, 1993.
- Claudio Magris Stadelmann kot Konobar, 1992.
- Tomislav Bakarić Smrt Stjepana Radića kot Narodni zastupnici, 1992.
- Ray Cooney Kidaj od svoje žene kot Fotograf, 1992.
- Muka spasitelja našega kot Anđeli i alegorije, 1991.
- Euripid Helena, 1990.

### Nastopi izven HNK Split
- Mail Libar Marka Uvodića Splićanina, GKM Split
- Priredba Ilije Zovka, rež. Josip Zovko, GKM Split

### Priznanja
- Nagrada hrvatskog glumišta za vlogo Mateta u TV-filmu Da mi je biti morski pas, redatelja Ognjena Sviličića, 2000.
- Nagrada Veljko Maričić na mednarodnem Festivalu malih scena za vlogo Malega v predstavi Bijelo Dubravka Mihanovića, režiserja Ivana Lea Leme, 1998.